# Одраз за будућност (књига)
Одраз за будућност: Етика одговорности је стручна књига из области екологије коју је написала Анђелка Н. Михајлов, објављена 2007. године у издавачкој кући "Hesperiaedu" из Београда.

## О аутору
Анђелка Н. Михајлов (Долово, 1951) доктор је техничких наука, универзитетски професор и експерт у области одрживог развоја и животне средине. Дипломирала је, магистрирала и докторирала на Технолошко-металуршком факултету у Београду.
Додатно образовање је стекла у САД. Значајне резултате постигла је у међународној сарадњи у области животне средине и одрживог развоја. Око двадесет година ради у области животне средине. Била је министар за заштиту природних богатстава и животне средине у Влади Србије од јуна 2002. до марта 2004.године. Тренутно је редовни професор на Факултету техничких наука Универзитета у Новом Саду, Департман за заститу животне средине и заштиту на раду.

## О књизи
Последице климатских промена су велике и са тим се свакодневно сусрећемо. Плаћамо високу цену због активности човека које су премашиле границе толеранције издрживости наше животне средине. Исто тако, свима нам је јасно да је потребно да исцртамо разуман пут напред, сви заједно и као појединци. Климатске промене нас упозоравају да нисмо господари природе, да смо њен део.
Књига "Одраз за будућност - Етика одговорности" представља етички позив свима нама, она је и путоказ којим путем да идемо, која права да штитимо.